# Polmonite eosinofila cronica
Per  polmonite eosinofila cronica  in campo medico, si intende una forma di polmonite che si è distinta dalla altre grazie agli studi condotti da Carrington nel 1969. Si differenzia dalla forma acuta soprattutto per le manifestazioni della malattia.

## Epidemiologia
L'incidenza è maggiore nel sesso femminile rispetto a quello maschile con una prevalenza doppia, e hanno un'età che rientra a partire dal quinto decennio di vita in poi.

## Eziologia
La causa è sconosciuta, al contrario di molte forme simili il fumo non costituisce fattore aggravante ma fornisce una sorta di tenue protezione.

## Sintomatologia
Fra i sintomi e i segni clinici si riscontrano anoressia, febbre, dolore toracico, dispnea e tosse. In genere è presente eosinofilia periferica.

## Esami
Per una corretta diagnosi è indicata l'esecuzione di una TAC ad alta risoluzione (HRTC).
Una semplice radiografia del torace non è sufficiente e non fornisce abbastanza informazioni.
Quadro tipico all'HRTC è la presenza di addensamenti alveolari migranti.

## Terapia
Come trattamento di scelta si somministrano corticosteroidi a dosi basse.